# Прийди і візьми
Прийди і візьми (грец. Μολών λαβέ — Прийди, візьми; Прийшовши, візьми. Приблизна давньогрецька вимова: Моло́н лабе́ , сучасна: Молон лаве) — «крилата» фраза, легендарна скептична відповідь спартанського царя Леоніда I на письмову вимогу перського посла здати зброю напередодні битви при Фермопілах .
Фраза стала девізом 1-ї грецької армії і американського Центрального командування спеціальними операціями.

## Фраза
За легендою, фраза була виголошена за таких обставин. Під час походу Ксеркса I до Греції в ході греко-перських воєн Ксеркс прислав до Фермопіл гінця з двома словами: «склади зброю». Леонід відповів лаконічно: «прийди і візьми».
Слово «молон» — аорист і активний дієприкметник в однині від дієслова βλώσκω (blōskō) . Аорист «лабе» — наказовий спосіб другої особи однини λαμβάνω (lambanō).
Фраза була використана в фільмах «Триста спартанців» (1962) і «300 спартанців»(2007).